# Kieuwspleet
Een kieuwspleet is de structuur die zich bij de embryo's van alle gewervelde dieren gedurende het faryngula-stadium vormt en als de eerste aanleg kan worden geduid van organen en extremiteiten. Tot welke organen en extremiteiten ze uitgroeien, is sterk afhankelijk van het organisme.

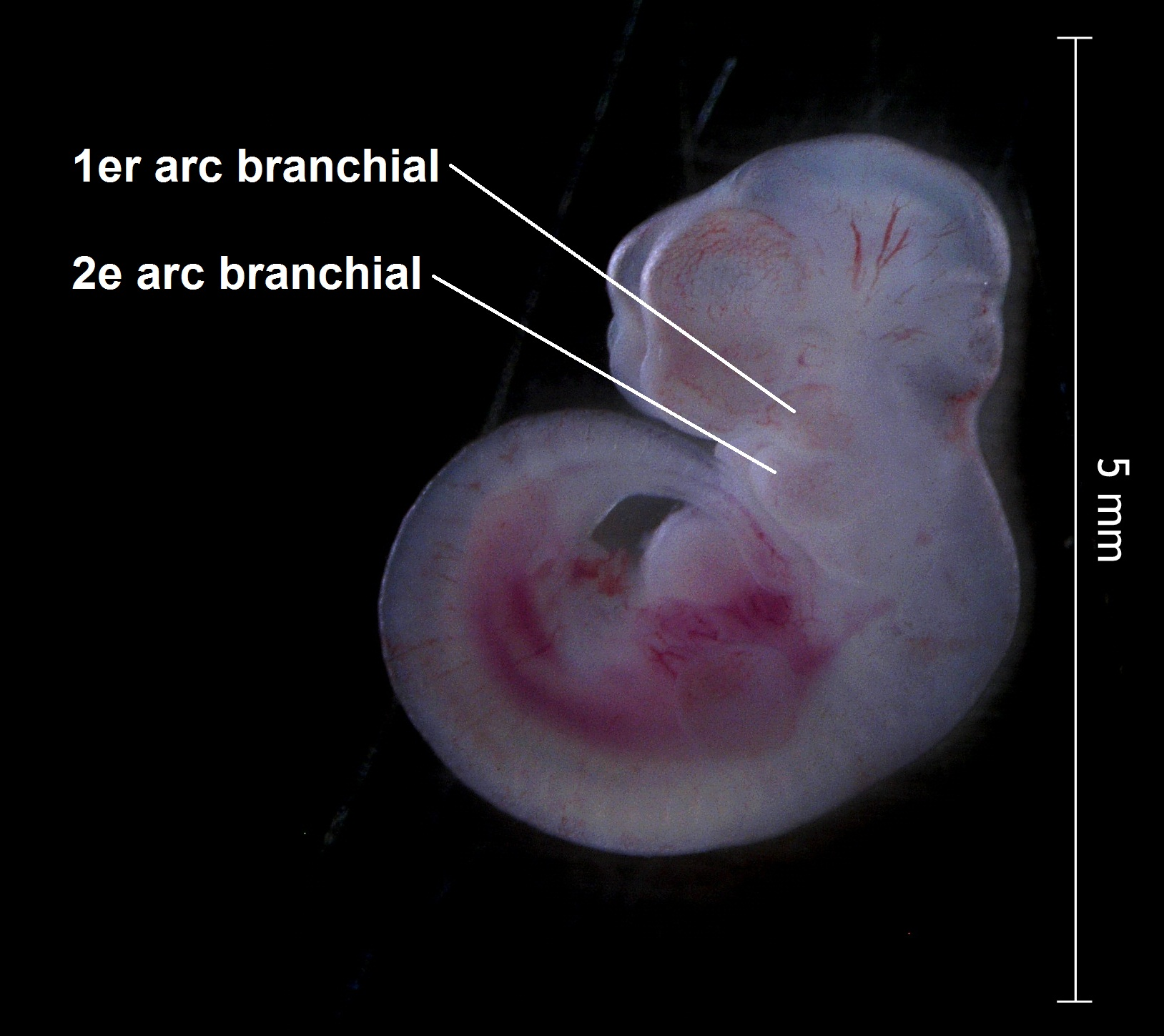
Muis embryo 12,5 dag oud. De eerste twee kieuwbogen zijn zichtbaar.

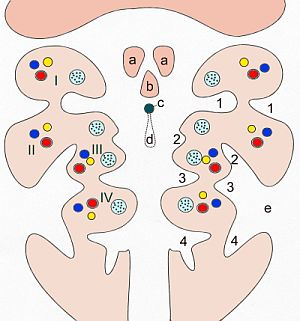
Patroon van de kiembogen. I-IV kieuwbogen, 1–4 kieuwzakjes (binnenkant) en/of kieuwspleten (buitenkant)
a Tuberculum laterale
b Tuberculum impar
c Foramen cecum
d Ductus thyreoglossus
e Cervical sinus

## Kieuwspleet, kieuwboog, kieuwzakje

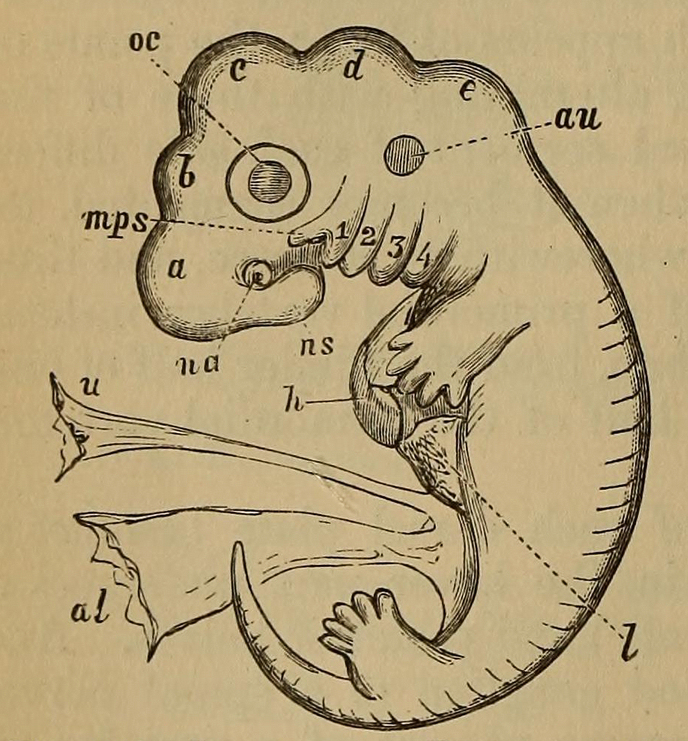
Vier kieuwbogen bij een embryo van een kat

Vroeg in de embryonale ontwikkeling, bij de mens met een week of drie (na de bevruchting), vormen zich uitstulpingen vanuit de kieuwdarm, de latere farynx, de kieuwzakjes. Tegelijkertijd vormen zich aan de buitenkant van het embryo spleten, die in contact komen met deze zakjes. Tussen deze kieuwspleten in hoopt zich het mesenchym (voorloper van bindweefsel, bot, kraakbeen en spierweefsel) op en vormt kieuwbogen. Het menselijke embryo heeft vijf kieuwbogen, veel dieren hebben er meer.

## Vissen en amfibieën
Bij vissen en bij de larven van amfibieën als kikkervisjes ontwikkelen de kieuwbogen en kieuwspleten zich tot ademhalingsorgaan, de kieuwen. De spleten breken uiteindelijk geheel door, waardoor water via de farynx (keel) via de kieuwspleten naar buiten gevoerd wordt langs de kieuwbogen. De kieuwbogen worden uitgerust met membranen of met filamenten, de oppervlaktevergroting die dit mogelijk maakt, stelt deze dieren in staat voldoende zuurstof in het bloed op te nemen uit de stroom water die constant langs de filamenten gevoerd  wordt.

## Landdieren
Bij amniota (reptielen, vogels en zoogdieren) is de voortplanting niet langer afhankelijk van eieren die in het water moeten worden afgezet, omdat de embryonale ontwikkeling van de bevruchte eicel(len) zich in een met vloeistof gevulde ruimte afspeelt. Bij deze organismen hebben de kieuwspleten geen functie als ademhalingsorganen. Vogels en reptielen hebben eieren die water vasthouden, en zuurstof en koolzuur doorlaten. Het embryo van een vogel ademt pas als het de luchtblaas openprikt, vlak voor het ei uitkomt. Ook een embryo van een zoogdier ademt niet met de kieuwen; het krijgt de zuurstof van de moeder via de navelstreng.

### Andere functie
Bij reptielen, vogels en zoogdieren, zoals de mens, hebben de verschillende kieuwbogen uiteenlopende, niet homologe functies in het hoofd-halsgebied, of zijn ze niet aanwezig. Elke kieuwboog heeft een eigen zenuw en bloedvaten. Het ingewikkelde verloop van met name de hersenzenuwen is ooit begonnen met een zenuw voor een kieuwboog. Bij de mens is de bestemming genetisch vastgelegd en als volgt:
| Kieuwboog                        | Hersenzenuw                                 | vormt                                                                       | Kieuwzakje                    | vormt                                                                  | Kieuwspleet | vormt                                     |
| -------------------------------- | ------------------------------------------- | --------------------------------------------------------------------------- | ----------------------------- | ---------------------------------------------------------------------- | ----------- | ----------------------------------------- |
| 1e boog                          | ramus mandibularis, nervus trigeminus (NV3) | gehoorbeentjes hamer en aambeeld, ligamentum sphenomandibulare              | 1e zakje                      | middenoor en buis van Eustachius                                       | 1e spleet   | gehoorgang en trommelvlies                |
| 2e boog                          | N. facialis (VII)                           | stijgbeugel (gehoorbeentje), proc styloideus en lig stylohyoideus, tongbeen | 2e zakje                      | keelamandel                                                            | 2e spleet   | verdwijnt; (eventuele laterale halscyste) |
| 3e boog                          | nervus glossofaryngeus (IX)                 | onderzijde tongbeen, m. stylopharyngeus                                     | 3e zakje                      | bijschildklier en thymus                                               | 3e spleet   | verdwijnt (eventuele laterale halscyste)  |
| 4e boog                          | N. vagus (X)                                | strottenhoofd en stembanden                                                 | 4e zakje                      | Bovenste bijschildklier, thymus, schildklier                           | 4e spleet   | verdwijnt (eventuele laterale halscyste)  |
| 5e (6e) boog fuseert met 4e boog | N. Laryngeus reccurens (X)                  |                                                                             | 5e zakje fuseert met 4e zakje | Corpus ultimobranchiale = weefsel schildklier met onduidelijke functie |             |                                           |

De kieuwspleten 2 en verder verdwijnen bij de mens. Soms blijft er een klein gedeelte van over: de laterale halscyste.

## Recapitulatietheorie

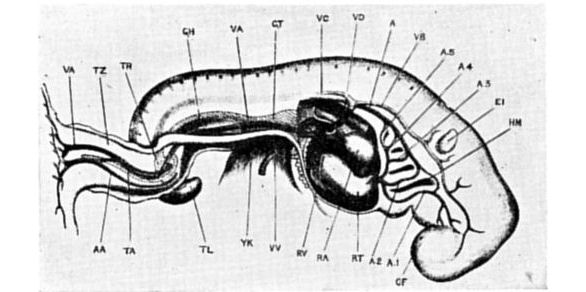
Menselijk embryo met kieuwen

De zoöloog Ernst Haeckel formuleerde in de 19e eeuw de recapitulatietheorie of de biogenetische wet. Naar zijn mening deed elke diersoort de evolutie tijdens de embryonale periode nog eens over. Een dier begon als  eencellige, werd dan vis enzovoorts. In hun enthousiasme meenden Haeckel en zijn volgelingen weleens meer te zien dan er was. Biologen achten Haeckels ideeën op dit punt achterhaald. Dat neemt niet weg dat de overeenkomsten in bouwplan tussen de gewervelden duidelijk zijn, ook waar de een kieuwen heeft en de ander longen.